# 康斯坦丁·罗科索夫斯基
康斯坦丁·康斯坦丁诺维奇·罗科索夫斯基（波蘭語：Konstanty Ksawerowicz Rokossowski，1896年12月21日—1968年8月3日）是苏联元帅，生于波兰華沙；母親是俄羅斯人、父親是波蘭人，故其與波蘭有著密切的聯繫。他是苏联陆军統帥及軍事家；在第二次世界大戰時期德蘇戰爭中與朱可夫和科涅夫並稱為蘇聯陸軍的3架馬車之一，以頭腦冷靜沉穩及處亂不驚而聞名於世。他在苏德战争期間組織指揮不少重大戰役，主要包括：斯摩棱斯克戰役、莫斯科會戰、史達林格勒會戰、庫爾斯克會戰、白俄羅斯戰役、東普魯士戰役、東波美拉尼亞戰役及柏林戰役等，是苏德战争期间指挥过方面军最多的将领，被譽為“常勝元帥”及“逆境英雄”。

## 生平

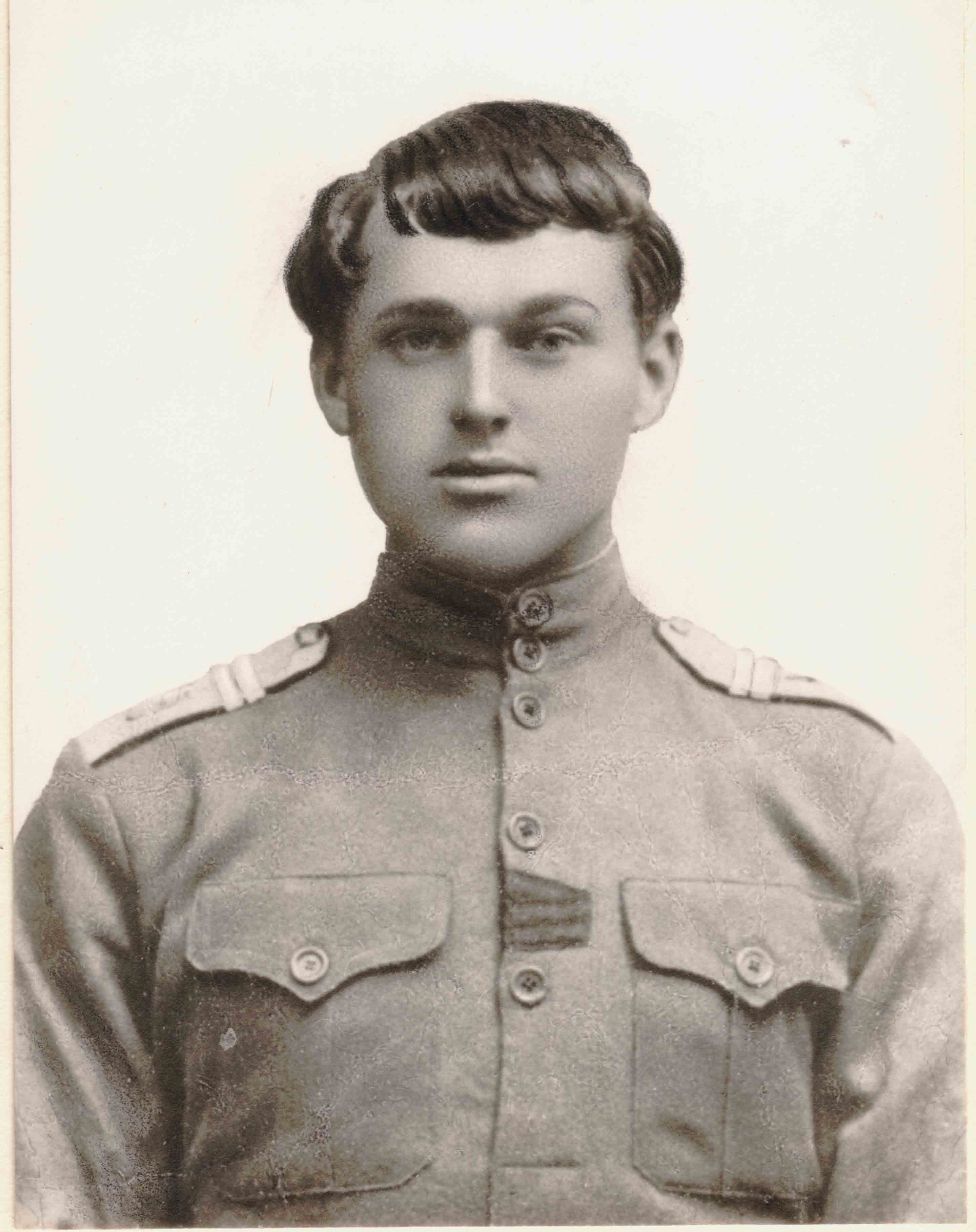
一战期间的罗科索夫斯基

### 背景與青年時代
羅科索夫斯基生於生于波兰華沙市，其時屬俄羅斯帝國，其祖父為波蘭族人，曾於華沙近郊任林務員，他的父親是火車司機，收入尚豐，家境不錯；他的母親當過女教師，所以對他和兩個女兒的教育十分重視。4歲時因父親調動工作，全家遷居華沙。他進入安東·拉貢學校學習。幼小的羅科索夫斯基聰明好學，尤愛閱讀傳奇英雄的故事。羅科索夫斯基的童年可謂寧靜而無憂無慮的，但在父親因工傷病故，家境劇變，母親擔起養家的重擔，在襪廠攬些零活，整天辛勞工作，才能勉強維持生計。大姐到紙廠做工，掙幾文錢貼補家用。這期間二姐又不幸病逝。儘管生活異常艱難，母親仍堅持讓兒子繼續上學。
1910年14歲時其母親積勞成疾，病倒在床，無力工作，次年去世，所以剛上完市立學校4年級的羅科索夫斯基只好輟學並進入襪廠當工人。
1912年華沙工人舉行了大規模的罷工和示威遊行，加入了工人鬥爭的行列。在一次與憲兵的衝突中被抓進監獄，兩個月的牢獄生活使他有機會接觸到布爾什維克的思想。出獄後被工廠解雇，16歲的羅科索夫斯基到了他姐夫開的一個石坊裡當起石匠學徒。

### 第一次世界大戰
1914年7月28日在奧匈帝國向塞爾維亞宣戰的當天，俄國卡爾戈波爾龍騎兵第5團開進華沙。羅科索夫斯基虛報了兩歲謊稱20歲，得以按規定年齡加入該團，被分到騎兵6連，先後任列兵和下士，自此參加了第一次世界大戰，俄軍與德軍的戰鬥隨即全面展開。羅科索夫斯基憑藉著作戰英勇機智，兩次獲4級喬治十字獎章、1次獲3級喬治十字獎章。1916年7月初卡爾戈波爾團調到後方，羅科索夫斯基被選送到團教導隊，接受了極為嚴格的軍事訓練。

### 十月革命及俄國內戰
1917年十月革命爆發後，卡爾戈波爾團站到了蘇維埃政權一邊，同年底羅科索夫斯基與團裡的大部分龍騎兵加入了紅軍卡爾戈波爾分隊。不久被選為副隊長。俄國內戰中羅科索夫斯基隨紅軍與白軍進行了艱苦卓絕的戰鬥。
1918年9月紅軍東方面軍第3军团烏拉爾第3師組建烏拉爾騎兵第1團，擔任了此團第1騎兵連連長。
1919年3月7日加入俄国共产党（布尔什维克），5月底騎兵團分編成兩個騎兵營，被任命為烏拉爾獨立騎兵第2營的營長，指揮約500名騎兵。
1919年11月獲得他在蘇軍中的第1個勳章：紅旗勳章，旅政委米亞吉在給上級的請功報告中寫道：“1919年11月4日在瓦科林斯耶村附近的戰鬥中其擔任步兵第262團前衛並直接指揮屬下騎兵營，突破了數量上佔優勢的敵人的配置地域，他率領30人的馬隊衝擊敵砲兵連，在粉碎了步兵掩護部隊的頑強抵抗之後，以勇猛的突擊完整地繳獲了砲兵連的火砲。”
1920年1月底幾個獨立騎兵營合併成第30團並擔任團長，不久後騎兵第30團派駐俄蒙邊界一帶保衛蘇維埃共和國東部邊境。8月時24歲的羅科索夫斯基轉任步兵第35師騎兵第35團團長，這個團駐紮在伊爾庫茨克，從未參加過戰鬥。1921年3月騎兵第35團縮編為騎兵第35獨立營，隨之降任營長。師司令部強調縮編是暫時的，以後還將恢復團的建制。
在此其間擁有10,000名騎兵的溫甘倫王爺的反蘇維埃武裝不斷從蒙古境內出擊，侵擾蘇維埃共和國邊境。4月蘇軍步兵第35師被調往貝加爾湖以南，迎擊溫甘倫的入侵。6月初溫甘倫的騎兵向俄羅斯邊境重鎮熱爾圖林卡亞發起進攻，將駐守的第2步兵營主力切斷並包圍起來，羅科索夫斯基的騎兵第35營正處於鎮子的右翼側，作為預備隊待命。他根據戰場形勢，當機立斷，命令騎兵出擊，親自衝入敵陣，帶領蘇軍騎兵擊退溫甘倫部，為第2營解了圍，為此羅科索夫斯基獲得第2枚紅旗勳章。
羅科索夫斯基在這次戰役中負傷，子彈打穿了他的腿骨在醫院住了兩個月之後回到營隊，不久騎兵營恢復團的建制也隨任團長。1921年12月被調任庫班騎兵第5師第3旅旅長，這時內戰已經結束。

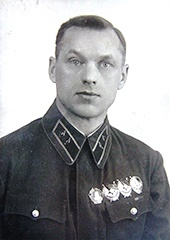
1930年代的羅科索夫斯基，佩戴著師級指揮官領章

### 內戰後
1922年7月騎兵第3旅縮編為第27團並隨之降任團長。1922年底庫班騎兵第5師對羅科索夫斯基的鑒定如下：“具有堅強的意志，精力充沛、果斷、冷靜而沉著，對部下和對自己一樣要求嚴格，關心別人，受到部下們的愛戴和擁護。熱愛軍事，能輕鬆地承受軍旅生活。具有傑出的智慧，熱愛本職工作，比較注重戰鬥工作，對組織和行政工作重視不夠。俄共黨員。受過中學5年級的教育，未受過專業軍事教育，但熱愛軍事工作並以自學方式進行自修。經歷長期實戰，擁有在蘇軍中以及在帝國主義戰爭中積累的戰鬥經驗。由於在東方面軍中參加過反高爾察克和溫甘倫的作戰而被授予兩枚紅旗勳章…”師主官認為羅科索夫斯基是很有前途的將才，故極力主張上級給他進修機會。
1924年9月進入列寧格勒高等騎兵學校進修，1926年9月進修班結業後被派回外貝加爾歷任騎兵第3旅旅長、騎兵團團長，不久被派往蒙古人民共和國擔任蒙古人民革命軍騎兵第1師的教官，1928年9月歸國後被任命為庫班騎兵獨立第5旅旅長兼政治委員，因戰功卓著又獲得第3枚紅旗勳章。1929年1月又進莫斯科伏龍芝軍事學院高級首長進修班進修了兩個月。同年，在远东特别军团司令布留赫尔的指挥下，罗科索夫斯基参与了因中东路事件而爆发的与中国东北军张学良部的战争。
1930年起先後任騎兵第7師和第15師師長，1932年2月庫班第5旅擴編為騎兵第5師並升任師長。因由於訓練工作成績突出，結果榮獲了蘇聯政府的最高級勳章：列寧勳章。1935年9月蘇軍採用軍階制被授予師級軍階，1936年初被任命為隸屬列寧格勒軍區的騎兵第5軍軍長，離開了服務多年的偏遠的外貝加爾地區，來到軍部所在地：俄羅斯的古老城市普斯科夫。

### 大清洗及復職
1937年8月，罗科索夫斯基突然遭到逮捕，有人指控他與波蘭和日本的諜報機關有瓜葛，被判處死刑。由於老上司鐵木辛哥元帥出面干預，羅科索夫斯基在被執行死刑時，當時旁邊的兩個同時被處決的死刑犯都被處決了，唯獨羅科索夫斯基被打了一顆空包彈，故此性命得以保全。最終經過兩年半的審查，查明所控不實，鐵木辛哥以大戰在即，軍隊缺乏指揮人才為由向史達林提出申請，羅科索夫斯基官復原職，回到騎兵第5軍，這時第二次世界大戰已經爆發。1940年5月蘇軍對軍階制進行了改革，羅科索夫斯基被授予少將軍階。下半年蘇聯開始組建機械化部隊，基輔軍區建立了幾個機械化軍。11月被調離了騎兵部隊擔任基輔軍區機械化第9軍軍長，1941年6月22日淩晨希特勒對蘇聯發動了襲擊，德蘇戰爭爆發，德軍越過邊界，兵分3路長驅直入，蘇軍作戰準備不足、倉促應戰，無法阻止德軍的推進，初期全面敗退。

### 苏德战争

#### 巴巴羅薩作戰
羅科索夫斯基所在的西方面軍機械化第9軍在西南基輔方向上同德軍展開了激烈的戰鬥。在戰爭頭幾周，羅科索夫斯基因表現出蘇軍指揮官的大無畏精神，榮獲了他的第4枚紅旗勳章。

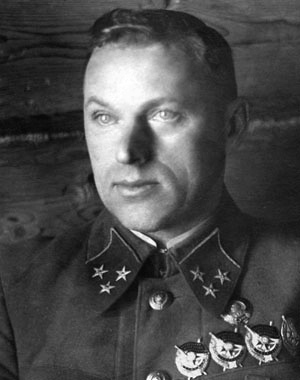
1941年的羅科索夫斯基中將，可見胸前佩戴著四枚紅旗勛章

#### 斯摩棱斯克戰役
1941年7月10日德國“中央”集团军向通往莫斯科的必經之地斯摩陵斯克發起進攻，扼守此地的蘇軍西方面軍處境險惡，第16、第20军团和第19军团一部陷入德軍合圍。蘇軍最高統帥部決定組建幾個军团級的單位，從別雷－亞爾采沃－羅斯拉夫利向斯摩棱斯克方向實施反突擊，以扭轉斯摩棱斯克戰局。1941年7月14日奉命將機械化第9軍交由副手指揮，自己飛往莫斯科，受領組建新军团的任務，只在莫斯科停留了幾個小時。大本營告訴他要在斯摩棱斯克方向形成一片“真空”，军团的任務是不讓德軍向維亞濟馬方向推進。他的军团將由幾個師組成，總參謀部派給他幾名參謀和幾名士兵，這就是他的所部的全部班底。總參謀部指示他說：“從莫斯科到亞爾采沃，沿途你所遇到的部隊，統由你收編，具體指示到西方方面軍司令部受領。”
當天傍晚帶領他的司令部抵達位於維亞濟馬以北的卡斯納的西方方面軍指揮部，方面軍司令鐵木辛哥元帥指示他在亞爾采沃地域採取軍事行動。最後鐵木辛哥說：“預備隊一到，就給你幾個師，眼下你只能收編一些部隊和兵團。”
1941年7月17日夜間乘車前往亞爾采沃地域，一路收編了一些被打散或撤下的隊伍。新军团在幾天內組建起來，並立即投入戰鬥。7月22日蘇軍5個作戰军团發起反擊，戰鬥異常激烈，羅科索夫斯基部從兩翼和後方進行迂回，但遭到德軍的反衝擊，被迫撤至沃皮河東岸。至7月27日羅科索夫斯基部仍堅守著亞爾采沃。蘇軍的反突擊未能取得勝利，但阻滯了德中央集团军在莫斯科方向上的進攻，並支援了第16、第20军团的突圍。8月初這兩個军团突出德軍的重圍，第1军团併入羅科索夫斯基的部隊，仍用第16军团的番號，羅科索夫斯基任司令，下轄6個師，負責保衛斯摩棱斯克—維亞濟馬一線，防禦正面寬50公里。
8月底蘇聯中央方面軍遭到德軍圍殲，斯摩棱斯克戰局更加惡化。9月初蘇聯最高統帥部再次發動反擊，預備隊方面軍第24军团10個師進攻葉利尼亞，羅科索夫斯基的第16军团從北面迂回斯摩棱斯克。由於羅科索夫斯基兵力單薄，未能突破德軍防禦和解放斯摩棱斯克，但是牽制了德軍準備用於葉利尼亞戰役的大部分預備隊，從而協助第24军团收複葉利尼亞並向西推進25公里。蘇軍無力取得更大勝利。從1941年9月10日開始在斯摩棱斯克作戰的西方方面軍、預備隊方面軍和布良斯克方面軍全部轉入防禦，翌日被晉升為中將。

#### 莫斯科戰役
德軍取得斯摩棱斯克會戰勝利之後，沒有繼續向莫斯科進攻。希特勒將首攻目標從莫斯科轉向基輔和列寧格勒，德國中央集團軍主力轉而面南，和南方军团主力一起投入基輔戰役。9月底德軍取得基輔戰役的勝利並完成了對列寧格勒的包圍之後（列寧格勒戰役）集結了“中央”集团军和3個裝甲軍團共78個師、180萬人開始實施進攻莫斯科的“颱風”作戰計畫，企圖於入冬前攻下莫斯科。德軍首先對布良斯克方面軍防禦地帶和維亞濟馬一線發動進攻，羅科索夫斯基的第16军团和葉爾沙科夫的第20军团防禦正面相對平靜。
1941年10月5日接到西方方面軍司令部的命令：“茲命令第16军团司令羅科索夫斯基立即將其防禦地帶連同部隊轉交第20军团司令葉爾沙科夫，你本人帶司令部及必要之通信工具以強行軍速度最遲不得晚于早6時10分到達維亞濟馬。第16军团新編成內將包括維亞濟馬地區的步兵第50、第73、第112、第38、第229師，戰車第147旅，以及1個火箭砲營、1個反戰車團和1個統帥部預備隊砲兵團，军团的任務是阻擊從南面斯帕傑緬斯克地域向維亞濟馬進攻之敵，不讓其越過普梯科沃；克魯德耶、德羅日諾一線北進…。”
羅科索夫斯基立即執行命令，當夜動身沿明斯克幹線向維亞濟馬前進，一路見到的都是撤退景象。1941年10月6日拂曉抵達維亞濟馬，城裡沒有任何部隊，命令所列的部隊一個也聯繫不上，同方面軍司令部的聯繫也中斷了。羅科索夫斯基派出偵察兵，瞭解到形勢的嚴重性。他對司令部人員說：“必須趕快離開這裡。沒人守衛維亞濟馬，走吧。”
德軍的合圍圈已經在維亞濟馬附近閉合，羅科索夫斯基決定朝東北方向突圍。1941年10月8日在距莫紮伊斯克40公里處，羅科索夫斯基終於用無線電與方面軍司令部取得聯繫，並按指示抵達莫紮伊斯克，然後乘派來的飛機飛抵西方方面軍司令部。1941年10月13日新任西方方面軍司令朱可夫一級上將命令羅科索夫斯基“率領步兵第18師前出沃洛柯拉姆斯克地域，收編該地全部部隊和新到達該地的部隊，在北起莫斯科海（伏爾加水庫）南到魯紮河的地帶組織防禦，制止敵人從該地帶突破”。
羅科索夫斯基在沃洛科拉姆斯克設立了指揮所，著手收編部隊。1941年10月16日第16军团的編成內共有21個步兵營、6個騎兵團、73門反戰車砲和123門野戰砲。當天德軍開始以絕對優勢兵力向第16军团防地發起猛烈進攻。蘇軍阻擊德軍10天，最後被迫將防線後移，翌日德軍佔領沃洛柯拉姆斯克，幾天後奪回沃洛柯拉姆斯克地區的幾個戰略點，但無力擴大戰果。他的首要任務是加強防禦，準備對付德軍必將發動的更大規模的進攻。
希特勒在“中央”集團軍內建立了第3、第4装甲军团，對西方方面軍和相鄰方面軍的接合部，同時對西方方面軍的兩翼突擊，以便從南北兩面迂回莫斯科，在其東部封閉合圍圈。西方方面軍右翼是第30军团和第16军团。德軍第3、第4装甲军团的主突方向直指這兩個军团。1941年11月6日，德快速突擊部隊開始衝擊羅科索夫斯基的防禦陣地。戰鬥異常激烈。第16军团各部成功擋住了德軍的進攻，使德軍陷入爭奪據點的持久戰之中，推進速度十分緩慢。
1941年11月20日遵照方面軍司令部的命令退至巴韋利措沃、莫佐羅沃、阿克謝諾沃、新彼得羅夫斯科耶、魯緬采沃一線。德軍難以在沃洛柯拉姆斯克方向取得突破，遂將主力集中到克林方向上，攻下了索爾涅奇諾戈爾斯克和克林。1941年11月25日朱可夫命令羅科索夫斯基奪回索爾涅奇諾戈爾斯克，羅科索夫斯基按命令迅速組織了反擊，取得部分戰果，但未能奪回索爾涅奇諾戈爾斯克。第16军团的防線如同整個莫斯科防線，步步後移。月底極度疲憊和損失極大的第16军团被迫退卻到離莫斯科僅25至35公里處，但是蘇軍終究還是擋住了德軍的進攻，遭受極大消耗的德軍已成強弩之末，再無力推進。
12月初蘇聯最高統帥部將秘密組建的3個新的預備隊军团投入戰場，其中兩個军团在西方方面軍右翼參加了第16军团北翼的戰鬥。

#### 蘇軍反攻
1941年12月5日蘇軍開始反攻，西方方面軍右翼各部向克林—索爾涅奇諾戈爾斯克的德軍第3、第4裝甲軍團發起突擊。兩天後第16军团從防禦直接轉入進攻。經1天激戰解放了克留克沃，之後各部在伊斯特拉方向上全線進攻。10日德軍喪失了全部主要抵抗樞紐部，向伊斯特拉河一線退去。羅科索夫斯基不給敵人以喘息之機，命令部隊不停息地全速追擊，在12月11日至12日的兩天之內第16军团推進了10至16公里，在許多地段前出到伊斯特拉河一線。
1941年12月13日蘇聯中央報刊的第一版上都刊登了西方面軍的司令朱可夫及其領導的各军团司令的肖像。在羅科索夫斯基肖像上方的文字說明寫道：“羅科索夫斯基將軍的部隊，在追擊敵戰車第5、第10、第11師，党衛隊師和步兵第35師的同時，佔領了伊斯特拉市…，”15日第16军团強渡伊斯特拉河，突破德軍防線。在20日第16军团同友鄰部隊前出到拉馬河和魯紮河一線。至此，羅科索夫斯基的部隊在十幾天的戰鬥中推進了100公里左右。
1942年1月中旬為了發展莫斯科近郊所取得的勝利，蘇軍發動了新的攻勢，第16军团於1月16日出擊當天攻克德軍14個防禦樞紐部。在繼續揮師挺進時，1月21日接到方面軍司令部的命令：“將部隊轉隸友鄰第5军团，率军团整個指揮機構到司令部接受新任務。”在西方方面軍指揮所，方面軍參謀長索科洛夫斯基中將對羅科索夫斯基解釋說，德軍對左翼戈利科夫中將的第10军团發起反突擊，控制了蘇希尼奇這個大鐵路樞紐及其周圍地區，羅科索夫斯基及其司令部應在最短的時間裡趕到蘇希尼奇地區，接管部隊，並恢復原來的態勢。羅科索夫斯基受命後立即率司令部趕往前線，這是他半年裡第3次接手新部隊。

#### 負傷
1942年1月29日攻克蘇希尼奇，並在那裡設立了军团司令部。緊接著利用所能集中的少得可憐的部隊對德軍防禦築壘據點逐個進行攻擊，動搖了德軍防禦，將德軍逼到日茲德拉河。3月8日視察了準備攻打馬克拉基的部隊之後，回到蘇希尼奇的司令部，開始了對蘇希尼奇的例行砲擊。一顆砲彈在司令部旁邊爆炸，彈片擊中脊椎，在脅骨中間穿過，打穿肺部，幸而未觸及心臟，傷勢嚴重的羅科索夫斯基被送去搶救。行前他用極虛弱的聲音對副手說：“要保證拿下馬克拉基，之後……把他們從各據點趕走，不讓他們固守…。”
接受手術之後被送往莫斯科治療，他身強體壯，恢復的較快。5月底不等待治療結束便離開醫院回到第16军团。這時莫斯科會戰已於1942年4月20日結束，德軍對莫斯科的進攻遭受失敗，但是蘇德戰場的整個形勢仍對蘇軍不利。

#### 布良斯克方面軍
7月初蘇軍最高統帥部任命羅科索夫斯基為布良斯克方面軍司令，這時布良斯克方面軍正處於十分艱難的境地。德軍在1942年6月28日開始的進攻突破了布良斯克方面軍和西南方面軍的防禦，向縱深推進150公里－170公里，強渡頓河，沖入沃羅涅日。7月7日蘇聯最高統帥部將布良斯克方面軍一分為二，一部分部隊歸入沃羅涅日方面軍、一部分由羅科索夫斯基接管。羅科索夫斯基將司令部設在葉列茨以東幾公里的下奧利沙涅茨村。布良斯克方面軍編成內包括5個军团和3個軍。羅科索夫斯基首先阻止住德軍由頓河西岸向北推進，使戰局穩定下來。
新任司令給布良斯克方面軍官兵留下深刻印象。布良斯克方面軍司令助理後來回憶說：“羅科索夫斯基不喜歡孤獨，總是同司令部人員在一起。在布良斯克方面軍，經常看列他在作戰參謀那裡，或者在參謀長馬利寧的辦公室裡…，他有淵博的軍事知識、組織才能和深遠的預見。他沉著鎮靜，思想深邃，善於協調副手、各兵種首長、司令部、軍事委員會和方面軍政治部之間的工作，創造一種愉決而融洽的氣氛…，此外羅科索夫斯基本身具有極大的魅力。他是一個剛毅、堅強，要求嚴格而嚴肅認真的人，他善於下達命令並使下級無條件執行命令。他沉穩、精神抖擻，臉上過早出現的皺紋表明他歷盡艱辛…。”
此時布良斯克方面軍防禦地段相對沉寂，希特勒將進攻重點轉向高加索和史達林格勒。

#### 史達林格勒會戰

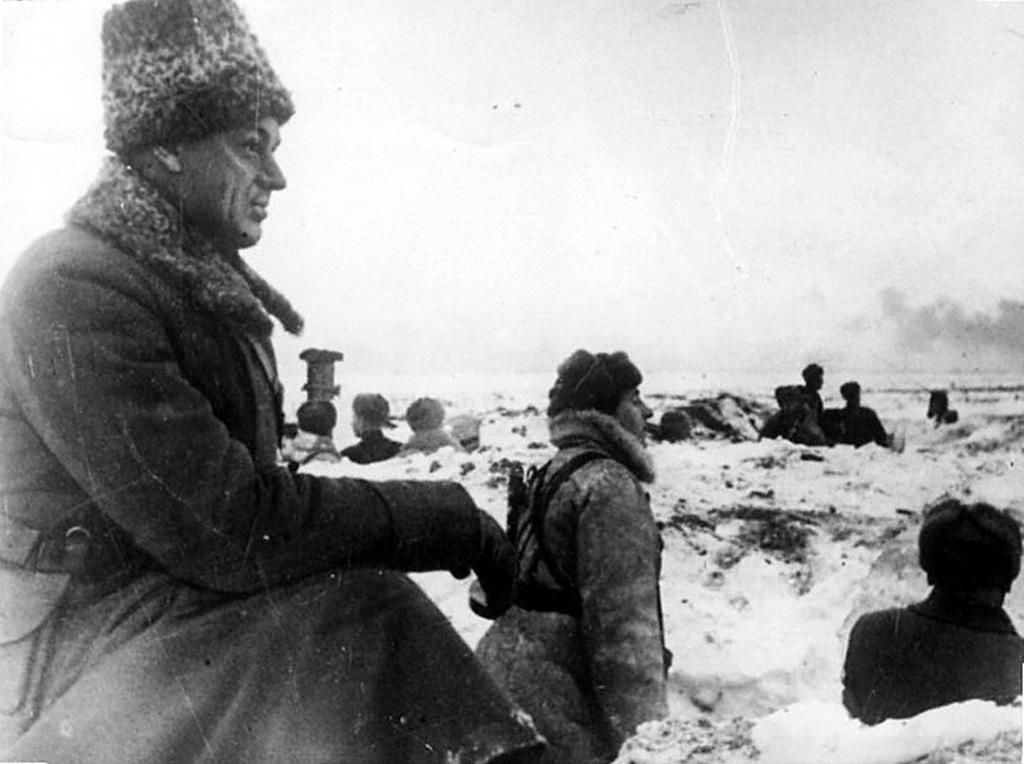
罗科索夫斯基在斯大林格勒战场

1942年7月中旬德軍集結71個師發起史達林格勒會戰，8月中旬德軍攻佔了頓河西岸的所有地區，蘇軍退至斯大林格勒週邊組織防禦。9月中旬斯大林格勒週邊防禦地帶喪失殆盡，德軍突入市內。守城蘇軍被分割成3塊，但仍堅守城市。蘇軍最高統帥部從9月開始準備反攻，為此在斯大林格勒地區新組編頓河方面軍和西南方面軍。10月初轉任頓河方面軍司令，轄第65、第24和第66军团，戰線寬達400公里。10月中旬頓河方面軍轉入進攻，欲圖殲滅斯大林格勒以北的德軍，與堅守在城內的崔可夫各師會合，但這次進攻未能突破德軍防線。

11月13日蘇軍最高統帥部批准了代號“天王星”的大反攻計畫，以3個方面軍攻擊斯大林格勒德軍集團兩翼並圍而殲之。1942年11月19日和20日瓦圖京中將的西南方面軍和羅科索夫斯基的頓河方面軍從謝拉菲莫維奇和克列茨卡亞一線，葉廖緬科上將的斯大林格勒方面軍從薩爾平斯耶湖一帶，先後發起反攻。經幾天激戰，3個方面軍於23日在卡拉奇以東的蘇維埃村會師，合圍德軍保盧斯大將第6军团全部和第4装甲军团一部，共22個師、330,000餘人。

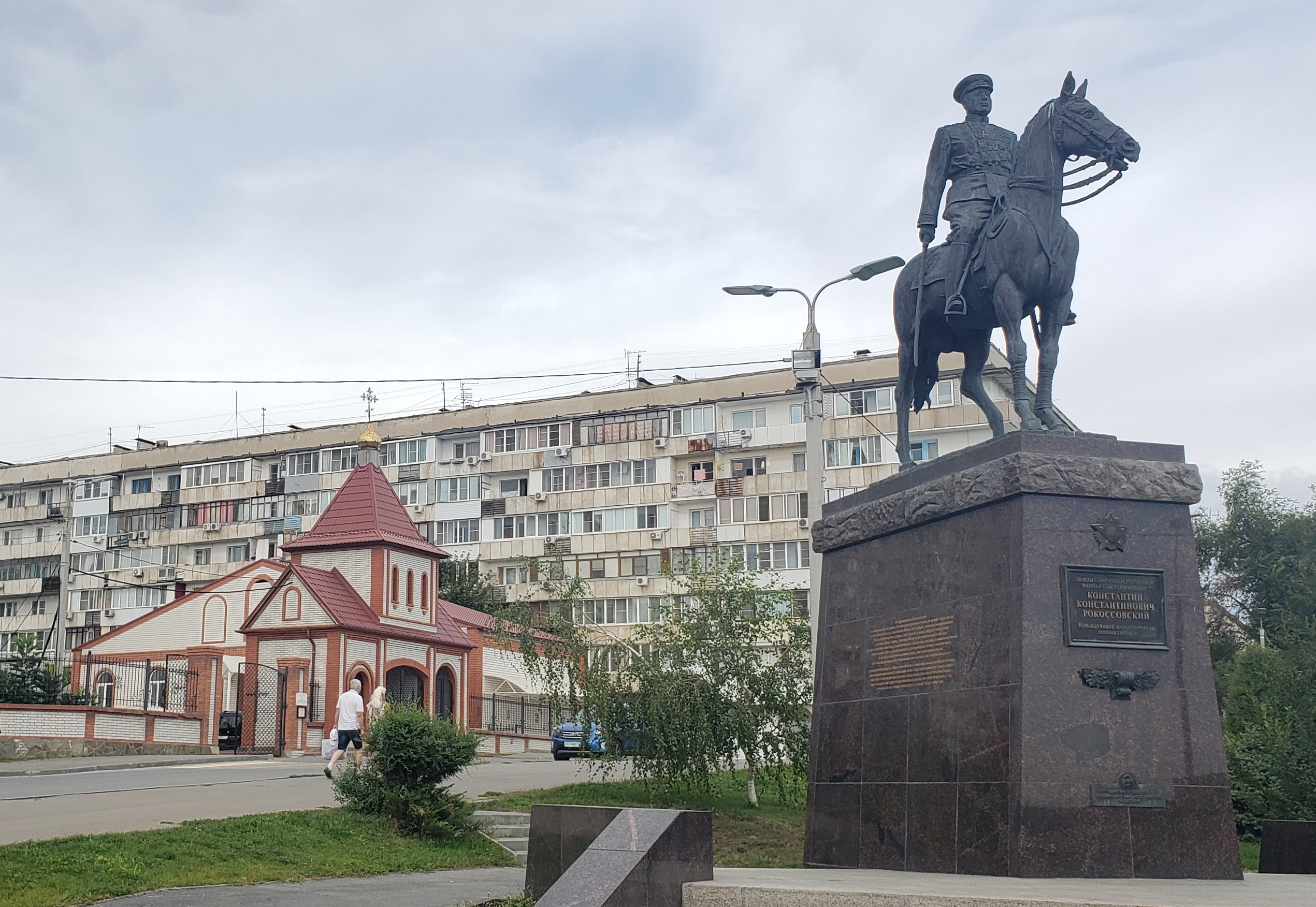
位於伏爾加河畔史達林格勒戰役戰場原址的羅科索夫斯基元帥騎馬像，底座有其所獲得的勝利勳章浮雕

蘇軍圍殲保盧斯第6军团的“指環”作戰計畫由羅科索夫斯基統一指揮實施，斯大林格勒方面軍編制撤銷，所轄第57、第64和第62军团轉隸羅科索夫斯基的頓河方面軍。包括7個军团的頓河方面軍於1943年1月10日實施“指環”戰役。此前兩天羅科索夫斯基向被圍的保盧斯發出最後通牒：“……在你們毫無出路的情況下，為避免無謂的流血，我們建議你們接受以下投降條件：以您和您的司令部為首的全部被圍德軍部隊停止抵抗…，如果拒絕投降，將予以消滅…。”署名是：蘇軍最高統帥部大本營代表沃羅諾夫砲兵上將，頓河方面軍司令羅科索夫斯基中將，保盧斯拒絕了最後通牒。
1943年1月10日早8時零5分第65军团率先發起進攻，砲火準備持續了55分鐘，幾千門大砲向德軍陣地開火。隨後蘇軍突擊部隊全速前進，迅速衝垮德軍防線，進攻的第1天第65军团楔入德軍防禦縱深1.5公里至4.5公里，又經過3晝夜血戰蘇軍消滅了德軍防禦西面突出部的守軍。1月12日日終時第65军团和第21军团前出至羅梭夫什卡河西岸，15日蘇軍突破德軍中層防禦圍廓，同日在頓河方面軍司令的職位上晉升為上將。
1943年1月22日頓河方面軍全線出擊，26日第21军团的部隊沖入斯大林格勒城內，與堅守數周的蘇軍守衛部隊會師。31日走投無路的保盧斯及其司令部向羅科索夫斯基投降，但是被圍德軍部隊拒絕停止抵抗，羅科索夫斯基發起最後的攻擊。
2月2日羅科索夫斯基向最高統帥報告：“頓河方面軍務部已於1943年2月2日16時完成了您的命令，全部粉碎並殲滅了敵斯大林格勒集團…，斯大林格勒市及斯大林格勒地域的戰鬥行動已經停止，”歷時160天的斯大林格勒會戰自此以蘇軍的最後勝利而告終，這次戰役德軍損失150萬人，斯大林格勒會戰的勝利是蘇德戰場的一個轉捩點，蘇軍從此開始由戰略防禦轉入戰略進攻。
1943年2月2日當晚史達林便召他立刻飛往莫斯科，接受新的任務。

#### 庫斯克會戰
1943年2月15日史達林命令羅科索夫斯基以頓河方面軍的指揮機構，組編中央方面軍，羅科索夫斯基任方面軍司令，緊急開到葉列茨地域，在布良斯克方面軍和沃羅涅日方面軍之間展開，對德軍奧廖爾集團的翼側和後方進行攻擊。中央方面軍編成內有第21、第65和第70军团，戰車第2军团，以及空軍第16军团。儘管組織進攻的時間太短，但是羅科索夫斯基仍按期於2月25日發起進攻，蘇軍開始階段的進攻十分順利。第65军团和戰車第2军团突破德第2军团防線，到3月6日已推進了30至60公里。德軍為免使奧廖爾集團遭到縱深包圍，急忙從勒熱夫和維亞濟馬增調數個步兵師和戰車師，擺在羅科索夫斯基的中央方面軍當面。
羅科索夫斯基部進攻受阻，他向大本營指出以中央方面軍狀況，無法繼續向布良斯克—斯摩棱斯克方向進攻。大本營於1943年3月7日變動了中央方面軍的任務，第65、第70和第21军团改在北面和東北方向上進攻，幫助布良斯克方面軍殲滅德軍奧廖爾集團。戰役進展仍不順利，第70军团無組織地從行進間分批投入戰鬥，未能向前推進。羅科索夫斯基親自到第70军团司令部瞭解失利原因，認為是军团司令指揮不力，當即撤換了他。羅科索夫斯基認為自己也有責任。他在回憶錄中寫道：“在追究军团指揮人員和司令部作戰失利責任的同時，我自己和我的司令部也難辭其咎：我們沒有檢查部隊的準備情況，不瞭解他們的指揮人員，就給军团下達任務，使其倉促投入戰鬥，這是我應汲取的一次教訓…。”
大本營決定停止對德軍奧廖爾集團的進攻，自3月21日起中央方面軍在戈羅季謝、小阿爾漢格爾斯克、特羅斯納、利季日、科列涅沃地區轉入防禦，和布良斯克方面軍一起，形成庫爾斯克突出部正北面。3月底沃羅涅日方面軍在擊退德軍進攻之後態勢也穩定下來。於是蘇軍在庫爾斯克突出部形成一個孤形戰線，弧部向著德軍，希特勒為了從蘇軍手中奪回戰略主動權於1943年4月15日下達了6號作戰令：“以別爾哥羅德地域的一個突擊集團和奧廖爾以南的一個突擊集團，堅決而迅速地進行集中突擊，以向心進攻的方法合圍並殲滅庫爾斯克地域之敵…，”中央方面軍及其南翼友鄰沃羅涅日方面軍將面臨德軍的集中突擊。
蘇軍對德軍的主突目標做出了正確判斷，朱可夫在4月8日給最高統帥部的報告中寫道：“我認為，敵人將對中央、沃羅涅日、西南3個方面軍進行主要進攻戰役，以便粉碎這一方向的我軍，取得機動自由，沿最近的方向迂回莫斯科。”羅科索夫斯基於4月10日在給總參謀部的報告中也明確指出：“1943年春夏時期，敵人的進攻將只能在庫爾斯克—沃羅涅日方向，”4月12日沃羅涅日方面軍也向大本營提交了內容相似的報告。
4月12日晚最高統帥部大本營定下決心，要求各方面軍在所有的特別重要方向上，特別是在庫爾斯克突出部，建立鞏固的縱深梯次配置防禦，先以強大的防禦迎敵，然後轉入反攻並徹底殲敵。

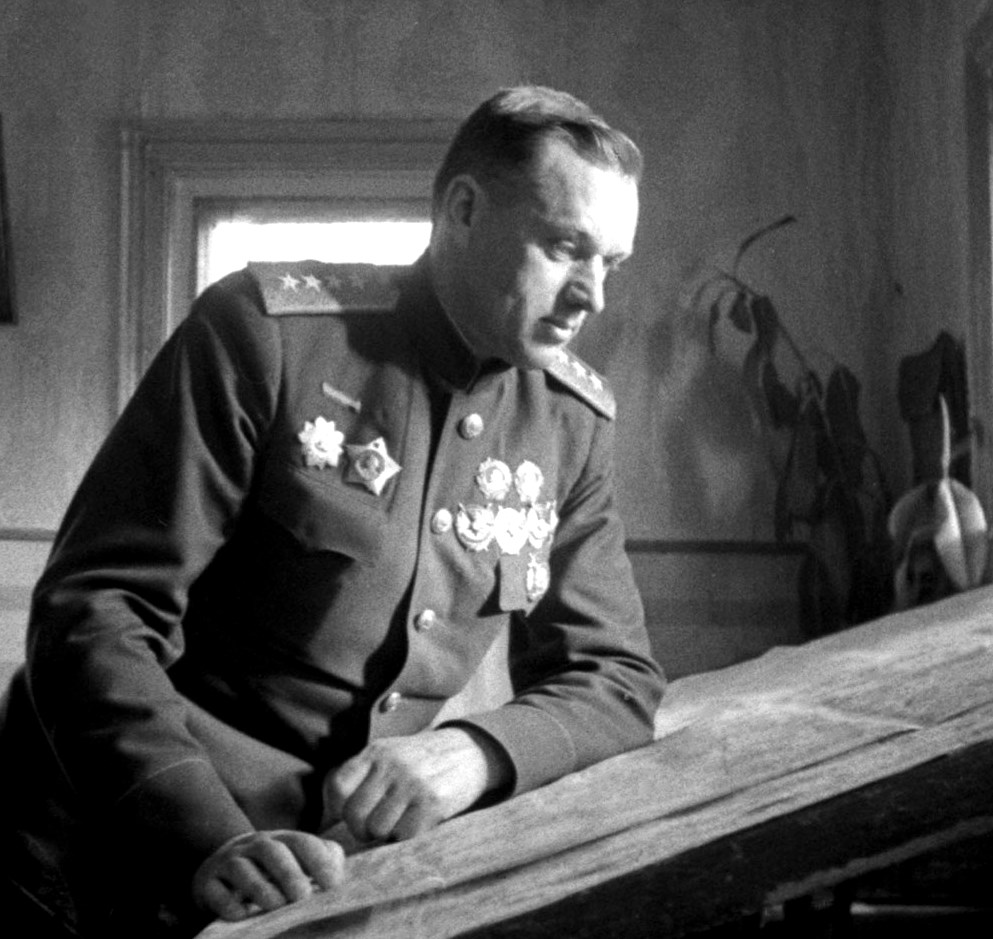
1943年的羅科索夫斯基大將，佩戴著兩枚列寧勛章

4月28日晉升為大將軍階，此時中央方面軍的編成做了調整，現有第13、第48、第60、第65和第70军团，並有預備隊戰車第2军团、1個步兵軍和2個戰車軍。空軍第16军团負責對方面軍的空中掩護。羅科索夫斯基建立了縱深梯次配置，設立了6道基本防禦地帶、大量的中間地區和斜切陣地，挖掘塹壕和交通壕5,000公里。羅科索夫斯基斷定德軍將以主要兵力突擊方面軍右翼上方的奧廖爾突出部的根部，他毅然決然地在這一方向上佈置了高密度的兵力和兵器。在這95公里的地段，他集中了方面軍全部步兵兵力的58%，砲兵的70%，戰車和自走砲的87%，並配置了第2梯隊和預備隊。為加強奧廖爾—庫爾斯克鐵路沿線的第13军团，羅科索夫斯基調去擁有700多門火砲和迫擊砲的砲兵軍，使每公里正面上有92門76毫米以上的大砲，這是前所未有的密度，是敵人進攻所能建立的密度的1.5倍。在德軍進攻的整個方向上，蘇軍部署了羅科索夫斯基的中央方面軍和瓦杜丁大將的沃羅涅日方面軍共130萬人、20,000門火砲和迫擊砲、3,600輛戰車和自走砲、3,130架飛機，其後還有科涅夫的草原方面軍580,000人、9,000門火砲和1,640輛戰車及自走砲。
7月4日晚從德軍俘虜中得知德軍已於當天早晨3時開始進入出發地，羅科索夫斯基估計德軍將于次日淩晨發起進攻，決定先採取行動，但已來不及報告和請示大本營，他與最高統帥部代表朱可夫大將商量後，發出進行反擊令，庫斯克會戰開始。
7月5日淩晨2時20分羅科索夫斯基的部隊開始對正面德軍進行射擊，反擊持續了30分鐘，5時30分德軍發起進攻，主突地段是奧利霍瓦特卡地域。普霍夫第13军团的第15師和第81師與敵激戰一天，擊退德軍4次進攻，之後被迫後撤。這一天德軍以巨大代價向蘇軍防禦縱深推進6至8公里 ，羅科索夫斯基以戰車第2军团和戰車第19軍對突入之敵進行反擊，以恢復原來的態勢。戰車部隊遭敵機轟炸並受到德軍虎式戰車的阻擊，損失很大，反擊未果。
第2天德軍又在奧利霍瓦特卡方向上推進了兩公里，並開始將進攻鋒頭稍向右轉，指向波內裡火車站地域。羅科索夫斯基將現有兵力做了大膽而堅決的機動，他毫不猶豫地將受到威脅較小地段的部隊調到奧利霍瓦特卡和波內裡地域。德軍在各進攻地段均未取得重大突破，於是投入全部預備隊，經4天激戰德軍僅前進了10公里。7月12日德國第4装甲军团和蘇聯近衛戰車第5军团在庫爾斯克突出部南正面的普霍羅夫卡附近展開了一場對攻戰。這是世界戰爭史上最大的一次戰車戰，雙方共投入了1,200輛戰車，雙方各損失了300輛戰車，都退回了出發地，而德軍此後已再無力進攻，蘇軍轉入反攻。十分疲憊的中央方面軍未經休息，立即參加了對德軍奧廖爾集團的總攻。從1943年7月15日開始經歷3天戰鬥，戰線恢復1943年7月5日以前態勢。此後羅科索夫斯基不斷擴大戰果，但德軍的抵抗相當頑強，蘇軍未及完成合圍，僅將德軍逐出奧廖爾。同日沃羅涅日方面軍解放了別爾哥羅德。
當晚史達林命令在莫斯科“鳴禮砲向傑出的部隊和他們的指揮官致敬”，124門禮砲鳴響了12下。

#### 白俄羅斯戰役
羅科索夫斯基的部隊繼續向西推進，1943年8月30日進入北烏克蘭境內，隨後相繼解放了雷利斯克、克羅列韋茨、普季夫利、沃羅涅日等地。9月7日中央方面軍各军团前出至傑斯納河。10天後羅科索夫斯基強渡傑斯納河，突破德軍西岸防禦，直指基輔。18日大本營命令羅科索夫斯基將主攻方向轉向切爾尼戈夫。戰事進展順利。
1943年10月2日中央方面軍改稱白俄羅斯方面軍，到11月底羅科索夫斯基大將的白俄羅斯方面軍已肅清了白俄羅斯大片領土上的德軍，並解放了戰略要地戈梅利。
1943年11月26日莫斯科再次鳴禮砲向羅科索夫斯基和他的部隊致敬。
進入1944年後羅科索夫斯基的部隊繼續推進，2月中旬白俄羅斯方面軍改稱白俄羅斯第1方面軍。進入4月份後白俄羅斯低地道路泥濘，部隊不能進行任何調動，戰鬥暫時停止，白俄羅斯第1方面軍轉入防禦。
1944年5月30日蘇軍最高統帥部大本營批准了代號“巴格拉季昂”的白俄羅斯戰役計畫。戰役目的是：以巴格拉米揚大將的波羅的海沿岸第1方面軍、伊万·切尔尼亚霍夫斯基上將的白俄羅斯第3方面軍、扎哈羅夫上將的白俄羅斯第2方面軍和羅科索夫斯基大將的白俄羅斯第1方面軍，在維捷布斯克、博古舍夫斯克、奧爾沙、莫吉廖夫和博布魯伊斯克等方向同時發起進攻，分割德軍戰略防禦正面，於維捷布斯克和博布魯伊斯克地域殲敵，爾後向縱深挺進，在明斯克以東圍殲敵第4军团，為各方面軍發展戰役創造最有利條件。
此役蘇軍投入兵力240萬人、德軍兵力為120萬人，戰役於6月23日打響。擁有最大兵力的羅科索夫斯基的白俄羅斯第1方面軍於24日開始進攻，激戰5天，在200公里正面上突破德軍防禦，圍殲德軍博布魯伊斯克集團，向縱深推進110公里。這一輝煌戰績受到最高統帥部的高度讚揚，1944年6月29日被晉升蘇聯元帥，成為戰爭期間第6個獲此殊榮的高級將領，同時還榮膺蘇聯英雄稱號。
蘇軍4個方面軍的進攻取得全面勝利，1944年7月5日到11日蘇軍在明斯克以東圍殲了德第4军团（明斯克戰役）。
到1944年7月16日白俄羅斯第1方面軍各军团已前出至斯維洛奇河、普魯扎內一線，12天前進150公里－170公里。1944年7月20日前往到蘇聯邊界西布格河，並強渡該河，進入波蘭國境，迅速向維斯瓦河推進，24日解放了盧布林，28日解放了布列斯特（盧布林–布列斯特攻勢），爾後在華沙方向上不斷發動進攻，8月初暫緩對華沙的進攻。
白俄羅斯戰役於8月底結束，蘇軍殲滅德軍約540,000人，給德國“中央”集团军以毀滅性打擊，向西推進了500公里－600公里，解放了白俄羅斯全部領土以及立陶宛部分領土和波蘭東部。

#### 東普魯士戰役
白俄羅斯戰役結束之後積極準備華沙戰役，並準備向德國境內挺進。10月中旬史達林突然調他轉任白俄羅斯第2方面軍司令。白俄羅斯第1方面軍交由朱可夫指揮，羅科索夫斯基感到困惑：“為什麼把我從主要方向調到次要地段？”史達林回答：“你錯了，白俄羅斯第2方面軍將是西攻主要方向上的3個方面軍之一，白俄羅斯第1、第2方面軍和烏克蘭第1方面軍將結束在德國的戰爭。”蘇軍最高統帥部大本營為參加決定性戰役的白俄羅斯第2方面軍配備了大量的兵力和兵器。羅科索夫斯基轄7個合成军团，1個戰車军团、1個空軍军团、1個機械化軍、1個騎兵軍和數個砲兵師，總計880,000餘人，有1,500架飛機、2,195輛戰車和自走砲、11,000多門火砲和迫擊砲。

1945年1月13日蘇軍大本營以羅科索夫斯基的白俄羅斯第2方面軍、伊万·切尔尼亚霍夫斯基大將的白俄羅斯第3方面軍、巴格拉米揚大將的波羅的海沿岸第1方面軍和弗拉基米爾·菲利波維奇·特里布茨海軍上將的紅旗波羅的海艦隊，共167萬人，發動了西進德國的東普魯士戰役。白俄羅斯第1方面軍在戰役開始後的第2天發起進攻，6天后攻入東普魯士境內，佔領許多防禦支撐點，1月底與白俄羅斯第2方面軍合力消滅了马祖里地區的德軍，蘇軍將東普魯士军团分割成3個孤立集團，德軍防線崩潰。

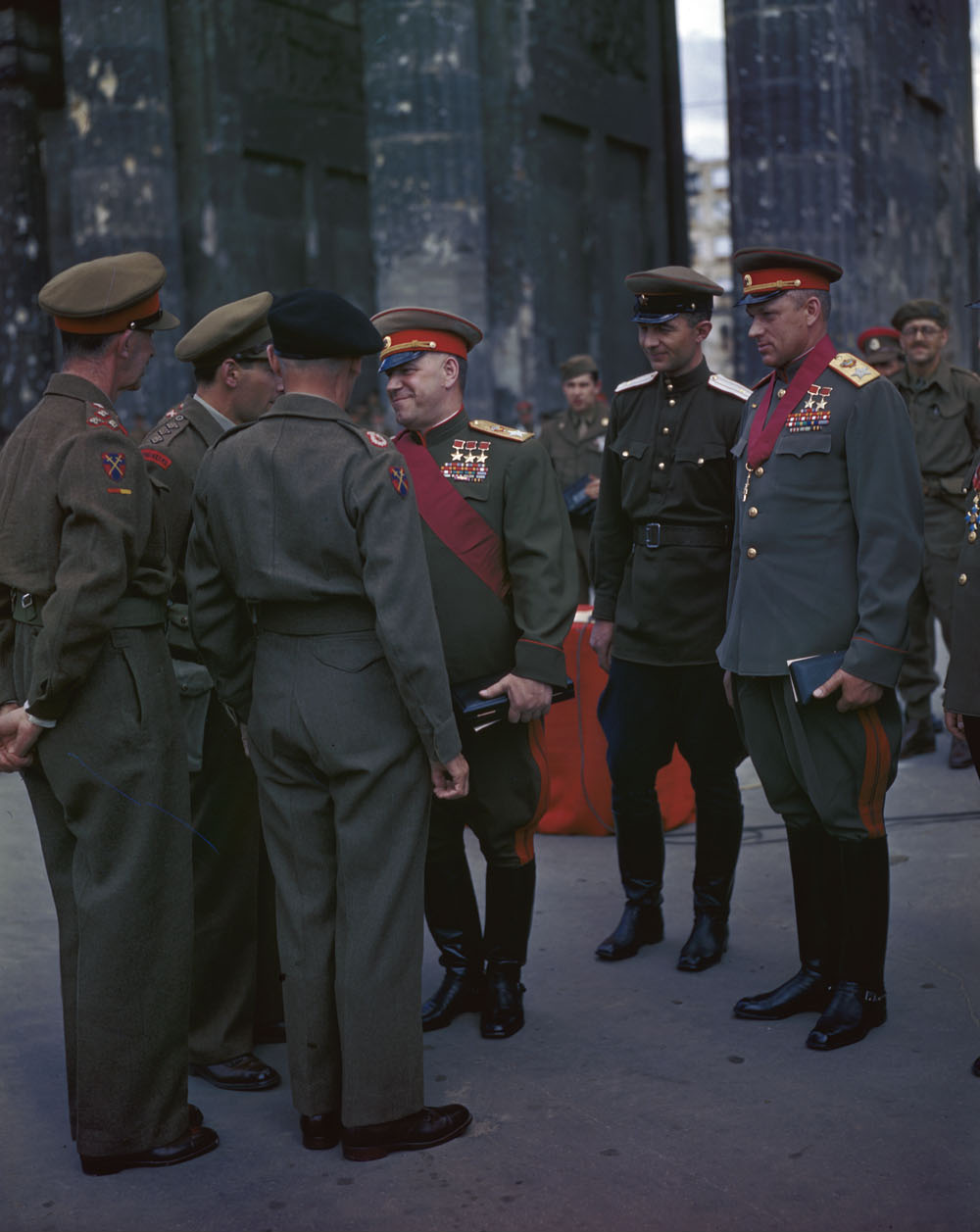
羅科索夫斯基（右）与盟军将领在勃兰登堡门前，1945年

#### 東波美拉尼亞戰役
此時位於進至奧得河的白俄羅斯第1方面軍和在東普魯士作戰的白俄羅斯第2方面軍之間的東波美拉尼亞地區，形成百餘裡的空隙。德軍統帥部急調“維斯瓦”集团军，企圖殲滅白俄羅斯第1方面軍，固守奧得河防線，扭轉柏林方向上的不利形勢。為了順利進攻柏林，蘇軍最高統帥部決定將最後消滅東普魯士德軍的任務交由白俄羅斯第3方面軍完成，抽出白俄羅斯第2方面軍主力殲滅“維斯瓦”集团军，佔領東波美拉尼亞。
1945年2月10日羅科索夫斯基的中央和左翼部隊從布龙貝格以北維斯瓦河各登陸場向斯德丁方向發起進攻，在友鄰白俄羅斯第1方面軍部隊的配合下，羅科索夫斯基於3月底佔領了格丁尼亞和但澤。為了獎勵羅科索夫斯基“對大規模戰役進行優異指揮，在摧毀法西斯德軍的鬥爭中獲得的輝煌勝利”，蘇聯最高蘇維埃於1945年3月31日授予他蘇聯最高軍功章：勝利勳章。
1945年4月4日羅科索夫斯基徹底擊潰德軍余部，佔領了東波美拉尼亞，消除了進攻柏林的蘇軍側翼威脅，為攻佔柏林創造了有利條件。4月16日蘇軍發動柏林戰役。蘇聯元帥朱可夫的白俄羅斯第1方面軍和蘇聯元帥科涅夫的烏克蘭第1方面軍同時向柏林發起進攻。羅科索夫斯基受命向西方方面前進，包圍德軍第3装甲军团主力，分割柏林地區德軍集團。4月26日白俄羅斯第2方面軍部隊佔領了德國大城市斯德丁。此後羅科索夫斯基各部以每天平均25公里－30公里的速度推進，5月2日前出至波羅的海沿岸，5月3日潘菲洛夫的近衛戰車兵與英國第2军团會師。
柏林戰役於1945年5月2日結束，8日德軍向蘇軍和盟軍遠征軍投降，蘇德戰爭和歐洲戰爭結束。

### 戰後
1945年6月1日蘇聯最高蘇維埃主席團發佈命令：“為表彰蘇聯元帥康斯坦丁·康斯坦丁諾維奇·羅科索夫斯基在東波美拉尼亞和梅克倫堡地域模範地完成最高統帥部賦予他的戰鬥任務，卓越地指揮了與德國侵略者進行的各次戰役以及在戰役中獲得的勝利，特授予他第2枚蘇聯英雄「金星」獎章，建立銅像，按在座臺上，立於受獎者的故鄉。”
1945年6月24日羅科索夫斯基元帥獲得了他軍人生涯的最高榮譽：史達林命令他指揮了莫斯科紅場上的反法西斯德國勝利的閱兵式。
在1945至1949年羅科索夫斯基元帥任北部軍隊集團軍總司令。
1949年10月應波蘭人民共和國政府邀請，經蘇聯政府批准，羅科索夫斯基元帥赴波蘭擔任波蘭人民共和國部長會議副主席兼國防部長，獲波蘭元帥軍階，並被選為波蘭統一工人黨中央政治局委員、議會議員，同時保留蘇聯國籍和蘇聯元帥軍階。1956年6月波兹南事件期间参与指挥镇压了当地工人的抗议示威活动，造成大量平民死伤。
波兰十月事件时，由于波兰方面的强烈要求，罗科索夫斯基于1956年被召回國，後出任國防部副部長。1957年7月兼任總監察長，10月任外高加索軍區司令。1958至1962年復任蘇聯國防部副部長兼總監察長，1962年4月起任蘇聯國防部總監組總監。他根據以往戰爭經驗和軍事上的科學技術革命，為戰後時期蘇聯武裝力量的發展做了大量工作。
羅科索夫斯基在1956到1968年出任蘇共中央候補委員。
1968年8月3日羅科索夫斯基在莫斯科病逝，享年72歲，葬於紅場克里姆林宮牆下。

## 荣誉

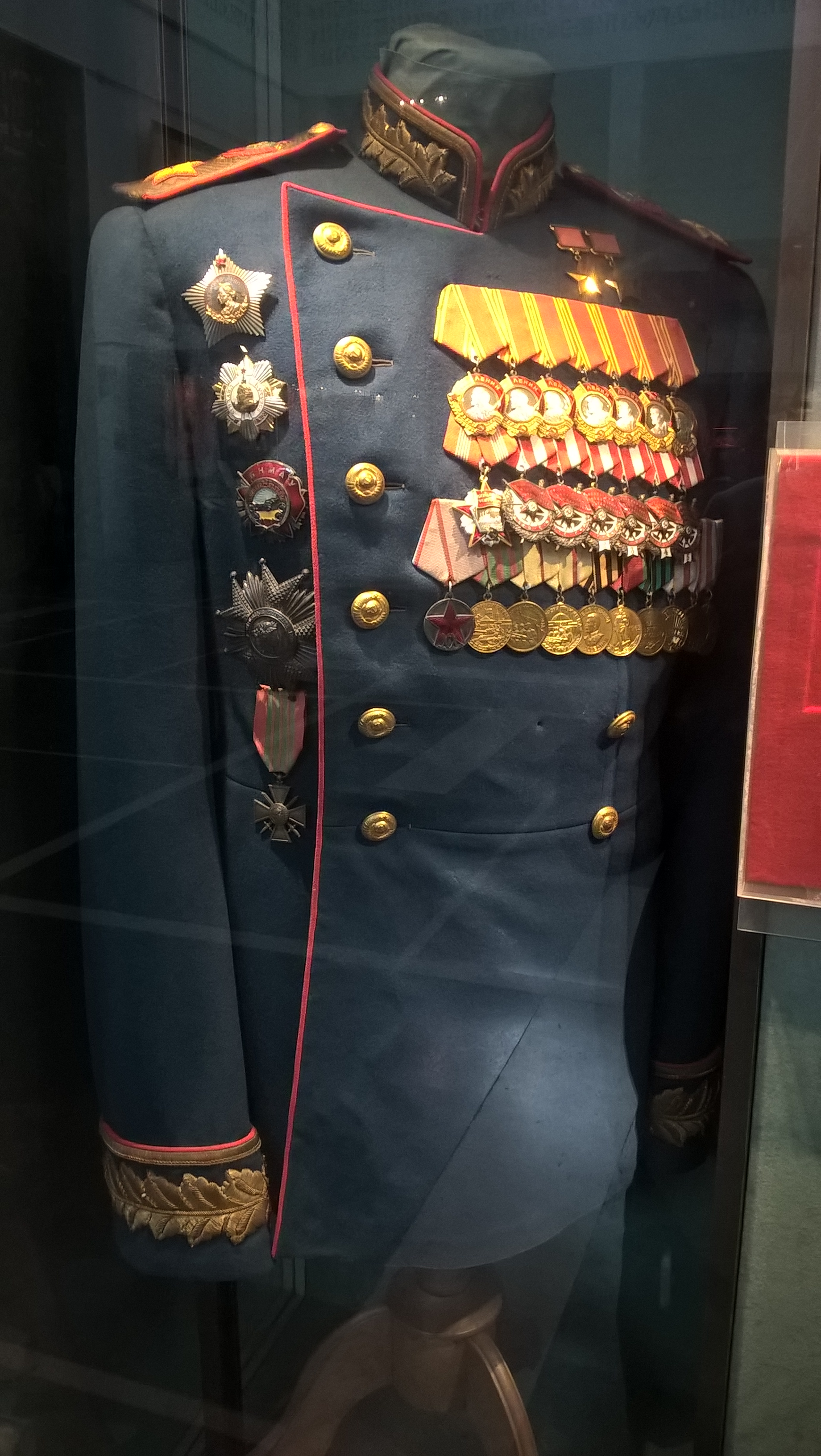
罗科索夫斯基元帥禮服與其獲得的勳章獎章（莫斯科中央武裝力量博物館藏）

羅科索夫斯基在其軍旅生涯屢獲各類型勳章獎章。他曾獲蘇聯最高級別的軍功勳章－胜利勋章。在其死後，也獲得了列寧勳章七次。以下為其所獲得的部分榮譽：

### 俄羅斯帝國勳章獎章

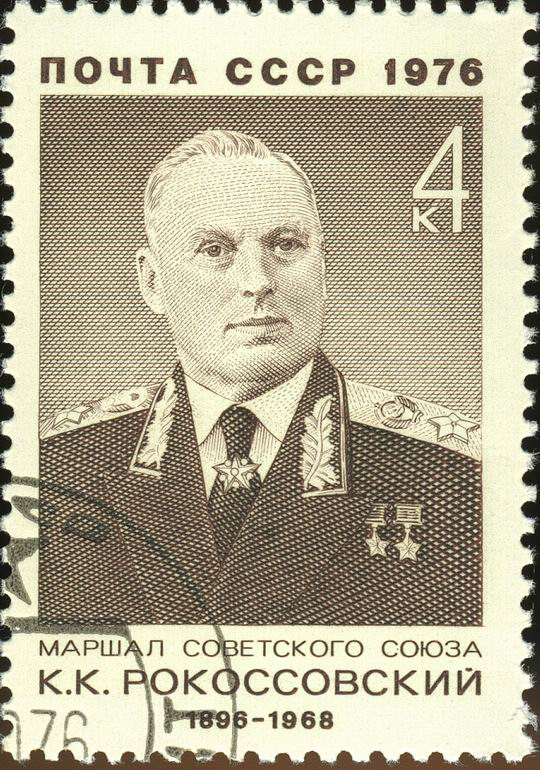
邮票上的罗科索夫斯基，其身穿元帥禮服，佩戴了兩枚蘇聯英雄金星獎章

|  | 四級聖喬治十字勳章：1914年8月8日  |
|  | 四級聖喬治十字勳章：1915年7月20日 |
|  | 三級聖喬治十字勳章：1916年6月5日  |
|  | 二級聖喬治十字勳章：1917年8月24日 |

### 蘇聯勳章獎章

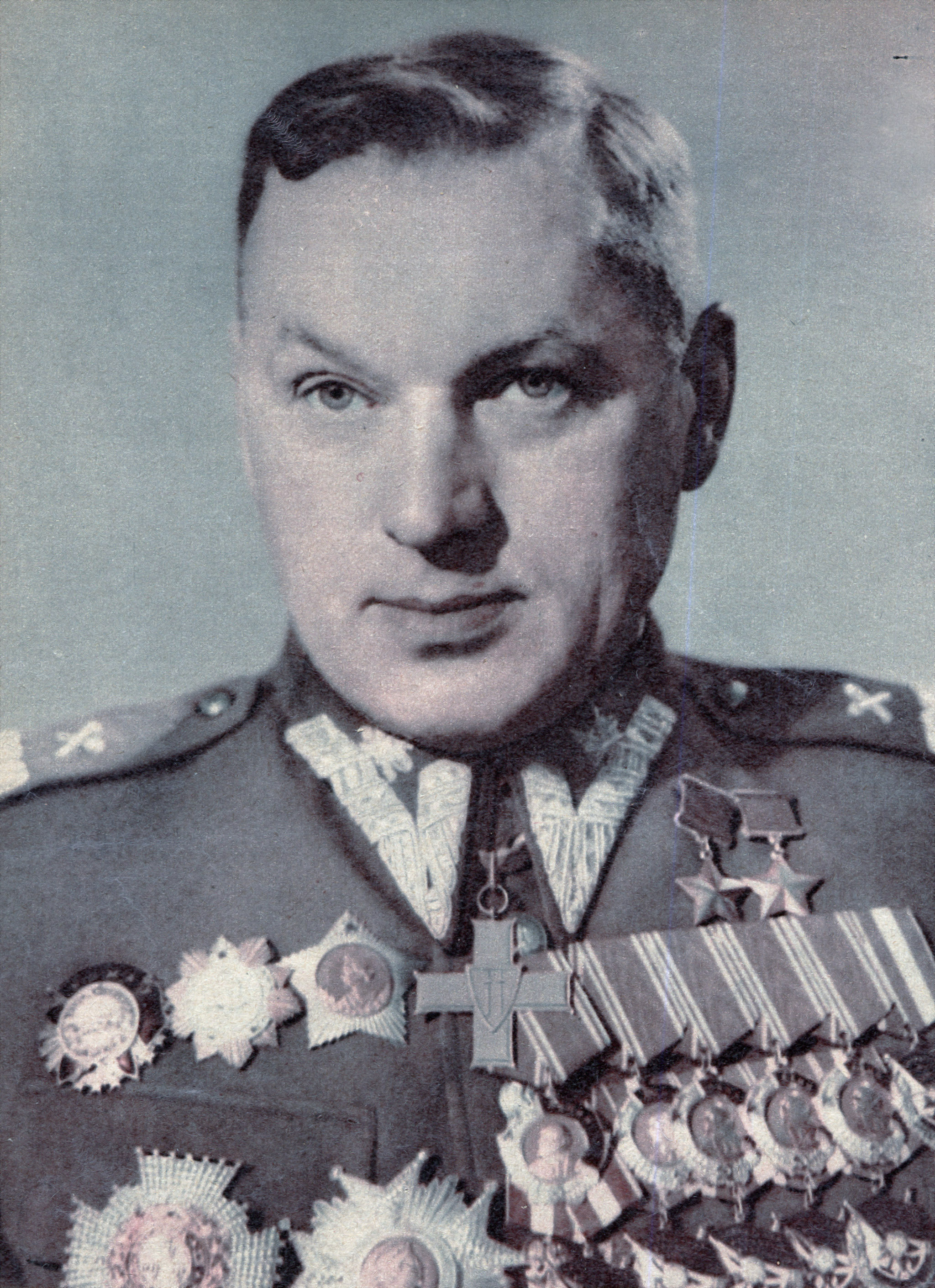
1949年身着波兰元帅军装的罗科索夫斯基

|  | 蘇聯英雄金星獎章：1944年7月29日，1945年6月1日                                                                       |
|  | 勝利勳章：1945年3月30日（第６號）                                                                                   |
|  | 列寧勳章：1936年8月16日，1942年2月1日，1944年7月29日，1945年2月21日，1946年12月26日，1956年12月20日，1966年12月20日 |
|  | 十月革命勳章：1968年2月22日                                                                                         |
|  | 紅旗勳章：1920年5月23日，1921年2月12日，1930年2月22日，1941年7月22日，1944年3月11日，1947年6月11日                  |
|  | 一級蘇沃洛夫勳章：1943年1月28日                                                                                     |
|  | 一級庫圖佐夫勳章：1943年8月17日                                                                                     |
|  | 保衛史達林格勒獎章：1942年12月22日                                                                                  |
|  | 保衛莫斯科獎章：1944年5月1日                                                                                        |
|  | 保衛基輔獎章：1961年6月21日                                                                                         |
|  | 解放華沙獎章：1945年6月9日                                                                                          |
|  | 攻克柯尼斯堡獎章：1945年6月9日                                                                                      |
|  | 攻克柏林獎章：1945年6月9日                                                                                          |
|  | 1941-1945年大衛國戰爭戰勝德國獎章：1945年5月9日                                                                     |
|  | 1941-1945年大衛國戰爭二十週年紀念獎章：1965年5月7日                                                                 |
|  | 工農紅軍二十週年紀念獎章：1938年2月22日                                                                             |
|  | 蘇聯陸海軍三十週年紀念獎章：1948年2月22日                                                                           |
|  | 蘇聯武裝力量四十週年紀念獎章：1957年12月18日                                                                        |
|  | 蘇聯武裝力量五十週年紀念獎章：1967年12月26日                                                                        |
|  | 莫斯科建城八百週年紀念獎章                                                                                          |
|  | 榮譽武器 – 鑲有金色蘇聯國徽的配劍：1968年1月22日                                                                    |

### 外國榮譽
|  | 人民波兰建设者勋章（波蘭）：1951年                  |
|  | 一級格林瓦爾德十字勳章（波蘭）：1945年              |
|  | 軍事美德大十字勳章（波蘭）：1945年                  |
|  | 1939–1945年華沙獎章（波蘭）：1946年3月17日          |
|  | 奧德河，尼斯河和波羅的海獎章（波蘭）：1946年3月17日 |
|  | 1945年勝利與自由勳章獎章（波蘭）：1946年            |
|  | 法國榮譽軍團勳章大軍官勳位（法國）：1945年6月9日    |
|  | 1939–1945英勇十字勋章（法國）：1945                 |
|  | 軍事巴斯勳章爵級大十字勳章（英國）：1945年          |
|  | 功勳勳章總司令勳位（美國）：1946年                  |
|  | 紅旗勳章（蒙古人民共和國）：1943年                  |
|  | 友誼旗勳章（蒙古人民共和國）：1967年12月10日        |
|  | 克里斯蒂安十世自由獎章（丹麥王國）： 1947年         |
|  | 中蘇友誼萬歲勳章（中華人民共和国）：1956年          |

## 著作
《軍人的天職》（又稱羅科索夫上將回憶錄）